# بابکن کاراپتیان
بابکن کاراپتی کاراپتیان (ارمنی: Բաբկեն Կարապետի Կարապետյան؛  زادهٔ ۲ مهٔ ۱۹۱۱ - درگذشته ۲۵ اکتبر ۱۹۹۴)، نویسنده، شاعر و روزنامه‌نگار اهل ارمنستان بود.

## زندگی‌نامه
وی در ۲ مهٔ ۱۹۱۱ در آلکساندراپول به دنیا آمد . کاراپتیان از سال ۱۹۳۴ عضو اتحادیه نویسندگان اتحاد شوروی و از سال ۱۹۳۱ عضو حزب کمونیست اتحاد شوروی بود. وی در ایزوستیا، ترود، سُوتاکان هایاستان، استودیو فیلم‌های مستند ایروان و رادیو-۱ فعالیت می‌کرد. وی همچنین برندهٔ جوایزی همچون نشان برجسته افتخار (۱۹۶۱) شده است. وی در ۲۵ اکتبر ۱۹۹۴ در سن ۸۳ سالگی در ایروان درگذشت.

## یادداشت
1. ↑  Izvestia
2. ↑  Տրուդ
3. ↑  Sovetakan Hayastan
4. ↑  Ռադիո-1